# Бесвица
Бесвица (на македонска литературна норма: Бесвица) е село в Северна Македония, в Община Демир Капия.

## География
Селото е планинско, разположено източно от град Демир Капия. До него води път по долината река Бошавица. В селото няма православна църква.

## История

### Етимология
Според академик Иван Дуриданов етимологията на името е от първоначалния патроним *Бѣсовишти < -itji от фамилното име Бѣсовъ, а то от личното име Бѣско. Сравними са руското хамилно име Бѣсовъ и личното име Бѣско, както и чешкото лично име Běs. Така първоначалната форма е Бесовища с изчезване на неудареното -о-.

### В Османската империя
В XIX век Бесвица е голямо българско село в Тиквешка кааза на Османската империя. Според статистиката на Васил Кънчов („Македония. Етнография и статистика“) от 1900 година Бесвища е има 1100 жители, от тях 1050 българи мохамедани, 20 българи християни, а 30 са цигани.

### В Сърбия, Югославия и Северна Македония
След Междусъюзническата война в 1913 година селото попада в Сърбия.
На етническата си карта от 1927 година Леонард Шулце Йена показва Бешевица (Beševica) като българо-мохамеданско (помашко) село.
- Вековен явор
- Разрушената джамия